# Чунхаван, Чатчай
Чатчай Чунхаван (тайск.: ชาติชาย ชุณหะวัณ; 5 апреля 1920, Бангкок, Таиланд — 6 мая 1998, Лондон, Великобритания) — офицер тайской армии, дипломат, политик. С 1986 по 1991 год был председателем Национальной партии Таиланда, с августа 1988 до февраля 1991 года занимал пост премьер-министра Таиланда.

## Семья
Родился в семье фельдмаршала Пхина Чунхавана. Его отец был китайцем, а мать — тайкой. Его дед родился в провинции Гуандун, Китай. С 1948 по 1954 год отец Чатчая занимал пост Главнокомандующего Королевской тайской армией, имел огромное влияние на политическую и экономическую элиту Таиланда.
У Чатчая было четыре сестры. Старшая сестра вышла замуж за генерала Пао Сианона, который сыграл важную роль в политической жизни страны в 1950-е гг. Другая сестра вышла замуж за будущего политического союзника Чатчая. Сам он женился на родственнице королевы-матери Синакхаринтры (мать двух королей Таиланда: Рамы VIII Ананды Махидона и Рамы IX Пхумипона Адульядета). В его семье было двое детей: дочь и сын, который впоследствии стал известным политологом и общественным деятелем.

## Образование, военная и политическая карьера
Получил образование в школе Тхепсирин, одной из самых престижных школ для мальчиков в Бангкоке. Затем он учился в Королевской военной академии Чулачомклао. В 1940 году получил звание второго лейтенанта, возглавил кавалерийский взвод: так началась его военная служба. Во время Второй мировой войны был определён в «Северо-западную армию», которой руководил его отец. «Северо-западная армия» участвовала в вторжении в Шанские княжества Бирмы.
После войны продолжил военное обучение в кавалерийской школе в Бангкоке, а также в школе бронетанковых войск в Форт-Ноксе (Кентукки, США). В 1949 году был назначен военным атташе в Вашингтоне. В 1951 году получил звание генерал-майора.
В 1951 году военные под руководством отца Чатчая и его зятя Пао Сианона совершили «тихий переворот». Идейным вдохновителем переворота был Пибун Сонгкрам, который в тот период находился на посту премьер-министра Таиланда. Переворот был совершён для того, чтобы укрепить режим Пибуна и военной клики Пхина Чунхавана и Пао Сианона, а также избавиться от политических оппонентов.
Тем не менее, в 1957 году фельдмаршал Сарит Танарат, давний политический противник Пибуна Сонгкрама, совершил переворот против его правительства. Пибун Сонгкрам покинул пост премьер-министра Таиланда. Важные политические и военные посты были заняты сторонниками Танарата, Пао Сианон и Пхин Чунахван потеряли былое влияние. Семью обвинили в краже государственных средств. Кроме того, выяснилось, что их многомиллионное состояние хранилось на счетах в Швейцарии. Ч. Чунхавану пришлось уйти в отставку. Впоследствии он работал послом в таких странах, как Аргентина, Австрия, Швейцария, Турция, Югославия. В 1972 году был назначен руководителем политического отдела МИД в Бангкоке.

## Политическая карьера
С 1963 по 1973 год в стране был установлен военно-бюрократический режим Т. Киттикачона, который занимал пост премьер-министра Таиланда. В 1972 году Чатчай был назначен заместителем министра иностранных дел. Этот пост он занимал и в период «демократического эксперимента» (1973—1976) после свержения режима Киттикачона. Кроме того, в 1973 году он был назначен представителем тайского правительства в Пекине (КНР).
В 1974 году Ч. Чунхаван и его союзники основали консервативную и антикоммунистическую Народную партию. По итогам первых демократических выборов 1975 года (после свержения диктатора Киттикачона) Народная партия считалась одной из самых влиятельных партий Таиланда. В 1976 году был министром промышленности в правительстве Сени Прамота. В 1980-е годы занимал должность заместителя премьер-министра при правительстве Према Тинсуланона.

## Премьерство
В июле 1988 года Народная партия одержала победу на выборах. 4 августа 1988 года Чатчай Чунхаван был назначен премьер-министром Таиланда. Блестящая военная карьера, 12-летний стаж работы дипломатом, опыт работы в политической и экономической сферах помогали ему уверенно чувствовать себя на этой должности. Кроме того, он сразу же приступил к решению важных внешнеполитических проблем. Ч. Чунхаван считал, что необходимо превратить Индокитай из зоны боя в зону свободной торговли. Так, в период его премьерства были налажены отношения с «коммунистическими» соседями: Вьетнамом, Камбоджей и Лаосом, которые в период Холодной войны считались врагами Таиланда. Кроме того, с этими странами стали налаживаться и торговые контакты, был упрощён пограничный режим. 
В конце 1980-х годов были начаты инфраструктурные проекты по развитию дорожно-транспортной сети, телефонизации, строительству метро. Новый премьер-министр был озабочен продвижением тайского бизнеса, установлением политической стабильности, развитием туризма в стране, а также закупкой зарубежных технологий. В этот период растёт экспорт, Таиланд все больше стал ориентироваться на внешний рынок (в особенности на США, Евросоюз и Японию). Новое правительство хотело превратить Таиланд в самую мощную экономическую державу уже к 2000 году.
Будучи заядлым консерватором, тем не менее, ограничил власть военно-бюрократических кругов. Однако политическая элита Таиланда ещё не была готова к либеральным переменам и развитию парламентских институтов. 23 февраля 1991 года военная верхушка под руководством Сучинды Крапраюна организовала государственный переворот. Премьер-министра обвинили в коррупции и злоупотреблении властью. Ч. Чунхаван ушёл в отставку (на время уехал в Великобританию), его место занял Ананд Паньярачун.
После амнистии и возвращения в Таиланд продолжил политическую деятельность. В 1992 году он основал партию Национального развития.

## Личная жизнь
Чатчай был известен своей любовью к сигарам, изысканным винам и мотоциклам Harley-Davidson. Активно занимался спортом, часто посещал вечеринки и дискотеки (даже в преклонном возрасте).
6 мая 1998 года в возрасте 78 лет умер от рака печени в Лондоне.

## Награды
Награды Таиланда
| Страна  | Дата вручения | Награда                                        | Награда                                        | Литеры  |
| ------- | ------------- | ---------------------------------------------- | ---------------------------------------------- | ------- |
| Таиланд | 1934          | Медаль «В защиту Конституции»                  | Медаль «В защиту Конституции»                  | พ.ร.ธ.  |
| Таиланд | 1941          | Медаль Победы в Франко-тайской войне           | Медаль Победы в Франко-тайской войне           | ช.ส.    |
| Таиланд | 1955          | Медаль Чакра Мала                              | Медаль Чакра Мала                              | ร.จ.ม.  |
| Таиланд | 1961          | Медаль Победы в Великой войне в Восточной Азии | Медаль Победы в Великой войне в Восточной Азии | ช.ส.    |
| Таиланд | 1973          | Медаль «За доблесть»                           | Медаль «За доблесть»                           | ร.ก.    |
| Таиланд | 1974 —        | Рыцарь Большой ленты ордена Короны Таиланда    | Рыцарь Большой ленты ордена Короны Таиланда    | ม.ว.ม.  |
| Таиланд | 1975 —        | Рыцарь Большой ленты ордена Белого слона       | Рыцарь Большой ленты ордена Белого слона       | ม.ป.ช.  |
| Таиланд | 1976          | Медаль «За защиту свободных граждан» 1 класса  | Медаль «За защиту свободных граждан» 1 класса  | ส.ช.    |
| Таиланд | 1989 —        | Рыцарь ордена Рамкирати                        | Рыцарь ордена Рамкирати                        |         |
| Таиланд | 1990 —        | Рыцарь Большого креста ордена Чула Чом Клао    | Рыцарь Большого креста ордена Чула Чом Клао    | ป.จ.    |
| Таиланд | 1991          | Медаль Раттанапорна Рамы IX 1 класса           | Медаль Раттанапорна Рамы IX 1 класса           | ภ.ป.ร.1 |

Награды иностранных государств
| Страна   | Дата вручения | Награда                                       | Награда                                       | Литеры |
| -------- | ------------- | --------------------------------------------- | --------------------------------------------- | ------ |
| Малайзия | 1973 —        | Великой Командор ордена Защитника Королевства | Великой Командор ордена Защитника Королевства |        |